# Giuseppe Biancani
Giuseppe Biancani   (Bolonya, 8 de març de 1566 - Parma, 7 de juny de 1624), també anomenat en llatí Josephus Blancanus, va ser un astrònom i matemàtic italià.

## Vida i obra
Biancani va ingressar al noviciat de la Companyia de Jesús el 1592, i va estudiar al Collegio Romano, sota la direcció de Christopher Clavius fins al 1596, quan es va traslladar a Pàdua on va coincidir amb Galileu amb qui va establir una forta amistat. A partir de mitjans de la dècada de 1600, va ser professor del col·legi jesuïta de Parma, on va morir el 1624.
Tot i la seva amistat amb Galileu i el fet de compartir amb ell la convicció de la necessitat de l'anàlisi quantitativa de la natura, no sempre va defensar el seu amic amb prou fermesa, com quan es van produir les polèmiques sobre l'alçada de les muntanyes de la Lluna o sobre el descobriment de les taques solars.
Va tenir un paper notable en el debat sobre la quaestio de certitudine mathematicarum (el perquè de la certesa de les matemàtiques) juntament amb altres notables matemàtics i filòsofs, jesuïtes i no jesuïtes, com Benet Perera, Alessandro Piccolomini, Francesco Barozzi, etc. Sobre aquest tema va escriure un opuscle amb el títol de De mathematicarum natura dissertatio, que va publicar com apèndix de la seva obra més notable: Aristotelis loca mathematica (1615). En aquest llibre feia una defensa aferrissada de les matemàtiques i rebatia els arguments anti-matemàtics de Perera o Piccolomini, basats en dos supòsits: que les matemàtiques no proporcionaven demostracions causals i que les entitats matemàtiques mancaven d'essència (entenen causa i essència en el sentit dogmàtic aristotèlic).
També va publicar dos polèmics llibres d'astronomia: Sphaera Mundi seu Cosmographia. Demonstrativa (1619) i Constructio instrumenti ad horologia solaria (publicat de forma pòstuma el 1635 pel seu deixeble Giovanni Battista Riccioli).